# Elaphoidella rossellae
Elaphoidella rossellae is een eenoogkreeftjessoort uit de familie van de Canthocamptidae. De wetenschappelijke naam van de soort is voor het eerst geldig gepubliceerd in 1987 door Pesce, Galassi & Apostolov.